# Leucosyke aspera
Leucosyke aspera är en nässelväxtart som beskrevs av Charles Budd Robinson. Leucosyke aspera ingår i släktet Leucosyke och familjen nässelväxter. Inga underarter finns listade i Catalogue of Life.